# Ossingen
Ossingen est une commune suisse du canton de Zurich, située dans le district d'Andelfingen. Elle regroupe le village d'Ossingen et les hameaux de Burghof, Gisenhard, Hausen et Langenmoos.

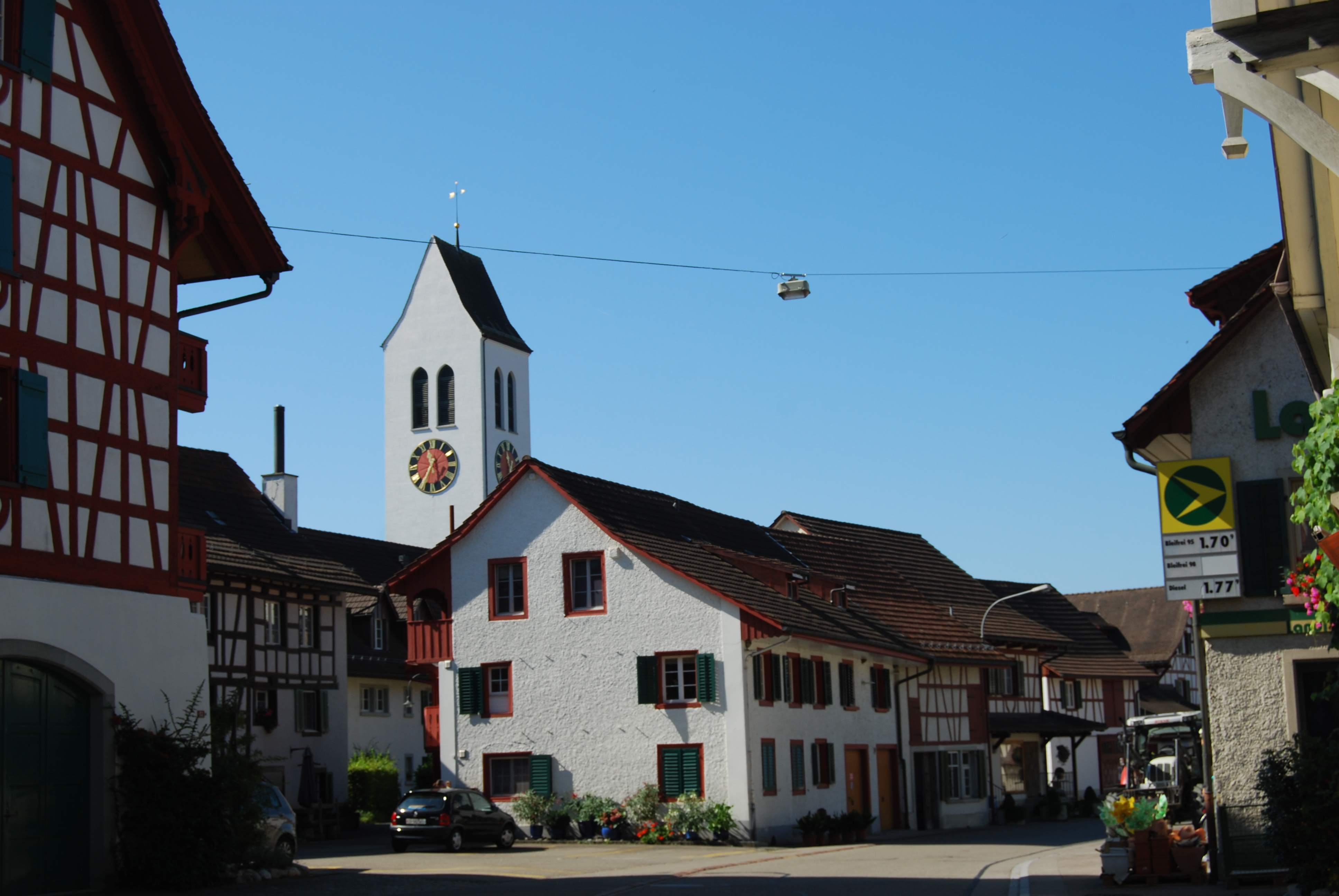
Ossingen.

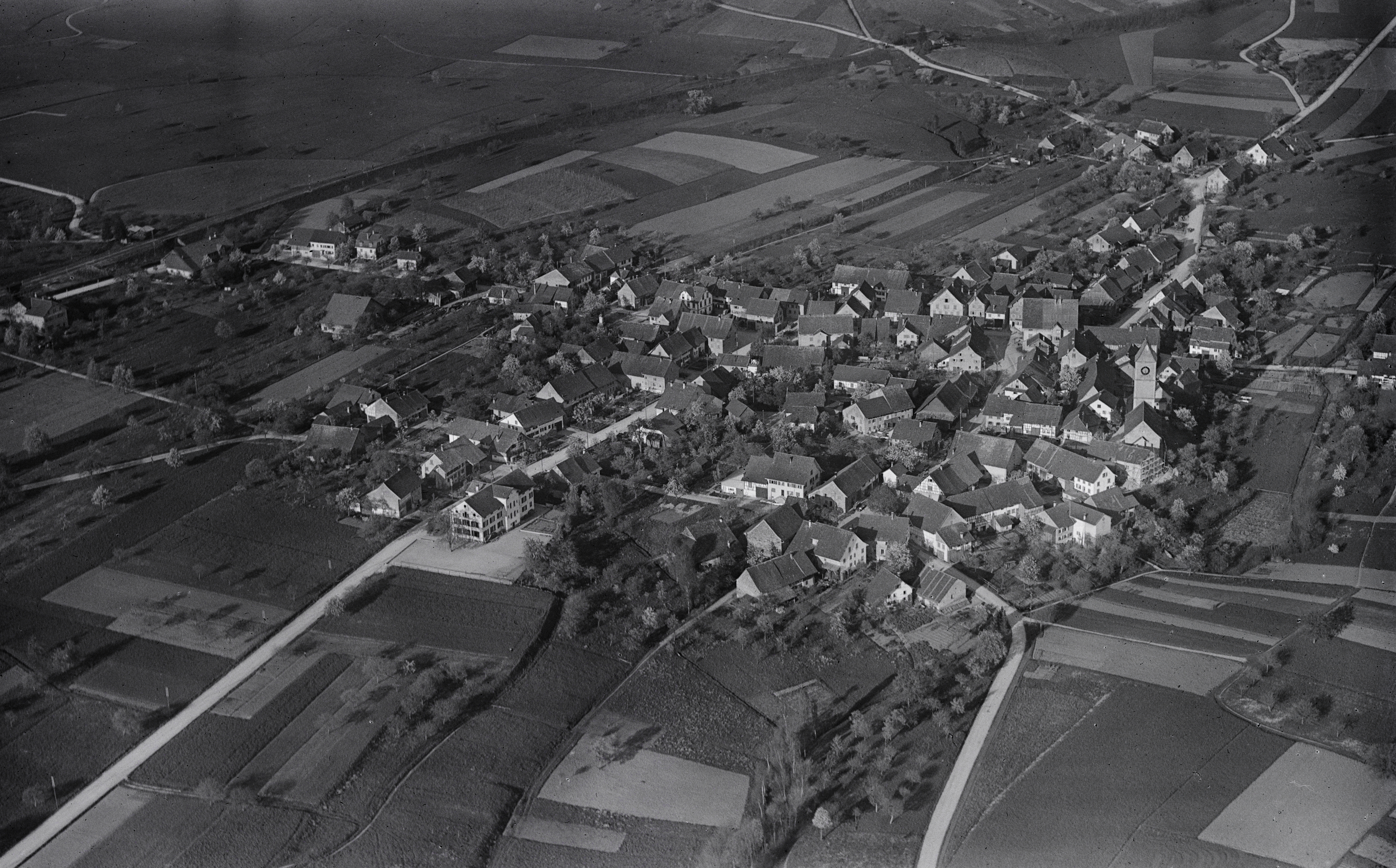
Vue aérienne par Walter Mittelholzer (1923).

## Monuments et curiosités
- L'église paroissiale réformée d'Ossingen a été construite en 1651. Elle est entourée de quelques remarquables maisons du 16e au 18e s[4].
- L'église réformée de Hausen est mentionnée pour la première fois en 1112. Son aspect actuel remonte pour l'essentiel à la fin du Moyen Age. L'intérieur a été remanié en 1578[4].
- Le château de Widen était à l'origine un ensemble fortifié du haut Moyen Age, agrandi au 15e s. Il était la propriété du juriste Max Huber lorsque la chute d'un bombardier américain l'endommagea le 19 juillet 1944[5],[6],[7].